# Varjota (ort)
Varjota är en ort i Brasilien.   Den ligger i kommunen Varjota och delstaten Ceará, i den östra delen av landet, 1 500 km nordost om huvudstaden Brasília. Varjota ligger 187 meter över havet och antalet invånare är 16 462. Den ligger vid sjön Açude Araras.
Terrängen runt Varjota är huvudsakligen platt. Varjota ligger uppe på en höjd. Varjota är det största samhället i trakten.
Trakten runt Varjota består huvudsakligen av våtmarker. Runt Varjota är det ganska glesbefolkat, med 21 invånare per kvadratkilometer.